# Jeux d'hiver de l'Arctique de 2018
Les Jeux d'hiver de l'Arctique de 2018 (en anglais 2018 Arctic Winter Games) sont la 23e édition des Jeux d'hiver de l'Arctique, compétition multisports hivernale qui ont eu lieu du 18 au 24 mars 2018. Les villes hôtes étaient Hay River et Fort Smith, toutes deux situées dans les Territoires du Nord-Ouest. Depuis sa création en 1969, c'est la 17e fois que le Canada accueille la compétition.

## Tableau des médailles
- Pays organisateur

| Rang | Nation                    | Or | Argent | Bronze | Total |
| ---- | ------------------------- | -- | ------ | ------ | ----- |
| 1    | Alberta du Nord           | 50 | 35     | 48     | 133   |
| 2    | Alaska                    | 51 | 38     | 36     | 125   |
| 3    | Yukon                     | 35 | 41     | 45     | 121   |
| 4    | Iamalie                   | 49 | 38     | 20     | 107   |
| 5    | Territoires du Nord-Ouest | 20 | 43     | 39     | 102   |
| 6    | Groenland                 | 18 | 23     | 22     | 63    |
| 7    | Nunavut                   | 15 | 17     | 22     | 54    |
| 8    | Nunavik (Québec)          | 8  | 8      | 4      | 20    |
| 9    | Laponie                   | 5  | 5      | 6      | 16    |